# Черкашин Роман Євгенович
Черкашин Роман Євгенович (нар. 7 липня 1977, Харків) — тренер, педагогічний працівник. Кандидат педагогічних наук, доцент. Заслужений тренер України (2019), Заслужений працівник фізичної культури і спорту(2019).

## Біографія
Здобув освіту у Дніпропетровському обласному училищі фізичної культури (1994—1996 рр.) — тренер зі спорту
Здобув вищу освіту у Волинському державному університеті ім. Л. Українки (1996—2001 рр.) — викладач фізичного виховання, тренер з виду спорту.
Пройшов службу у Збройних силах України (2001—2003 рр.)

### Спортивна діяльність
Активно займався спортом—був членом збірної команди України з легкої атлетики. Майстер спорту України з легкої атлетики. Має кваліфікацію тренера вищої категорії. Член федерації легкої атлетики України. Суддя національної категорії з легкої атлетики. Підготував Климець Ірину — МСУМК, учасницю олімпійських ігор, чемпіонку XXX Всесвітньої літньої Універсіади з легкої атлетики, призерку Кубку Європи з метань, неодноразову чемпіонку України, а також майстрів спорту України Хамазу Олену, Шатохіну Юлію та ін.

### Наукова діяльність
З 2004 року працює у Волинському національному університеті ім. Лесі Українки — асистент кафедри олімпійського та професійного спорту (2004—2008), старший викладач кафедри олімпійського та професійного спорту(2008—2013), доцент кафедри олімпійського та професійного спорту(2013—2016), доцент кафедри спортивно-масової та туристичної роботи(2016—2019), з травня 2020 р — доцент кафедри фітнесу та циклічних видів спорту.
Кандидат педагогічних наук з 2011, доцент 3 2013 р. Тема кандидатської дисертації: «Методика навчання силових фізичних вправ студентів вищих навчальних закладів у позааудиторній діяльності».

### Основні праці
- Черкашин Р. Є.. Методика навчання силових фізичних вправ студентів вищих начальних закладів. Навч-метод. рек. / Р. Є. Черкашин. — Луцьк: Волин. Нац. ун-т ім. Лесі Українки, 2011. — 48 с.
- Валькевич О. В. Легка атлетика з методикою викладання. Навч-метод. рек. / О. В. Валькевич, Р. Є. Черкашин. — Луцьк: СНУ ім. Лесі Українки, 2013. — 68 с.
- Черкашин Р. Є. Спортивно-педагогічне вдосконалення (легка атлетика) конспект лекцій. / Р. Є. Черкашин. Конспект лекцій: Волин. Нац. ун-т ім. Лесі Українки, 2013. — 137 с.
- Черкашин Р. Є. Застосування рухливих ігор на заняттях з легкої атлетики Навч-метод. рек. / Р. Є. Черкашин. –Луцьк: Волин. Нац. ун-т ім. Лесі Українки, 2013.-67с.
- Спортивно-педагогічне вдосконалення (легка атлетика) [Текст]: навч.-метод. посіб. / Р. Є. Черкашин, М. С. Мороз, Є. Г. Сахарук ; Східноєвроп. нац. ун-т ім. Лесі Українки, Ін-т фіз. культури та здоров'я, Каф. олімп. та проф. спорту. — Луцьк: Вежа-Друк, 2014. — 151 с. : табл. — Бібліогр.: с. 146—148. — 300 прим. — ISBN 978-617-7181-36-0
- Розвиток швидкісно-силових якостей легкоатлетів у групах підвищеної спортивної майстерності: навч. метод. реком. / Р. Є. Черкашин, О. В. Валькевич, — Луцьк: СНУ ім. Лесі Українки, 2019. — 40 с.
- Використання тренажерних пристроїв у групах підвищення спортивної майстерності у закладах вищої освіти: навч. метод. реком. / [О. В. Валькевич, Р. Є. Черкашин, Л. М. Черкашина, В. А. Кузнецов, О. В. Саволайнен]. — Луцьк: СНУ ім. Лесі Українки, 2019. — 40 с.
- Розділ у колективній монографії ‘’Порівняльна характеристика морфо-функціонального розвитку та показників фізичної підготовленості школярів’’ Бакіко І. В., Черкашин Р. Є. стор 1-20[3]

## Наукові публікації у періодичних фахових виданнях України
- Черкашин Р. Є Особливості тренування метальників молота на початковому етапі багаторічної підготовки / Р. Є. Черкашин //Фізичне виховання, спорт і культура здоров'я у сучасному суспільстві: зб. наук. пр. ВНУ ім. Лесі Українки. — Луцьк, 2005. — С. 214—217.
- Черкашин Р. Є Особливості тренування метальників диска на початковому етапі багаторічної підготовки / Р. Є. Черкашин // Фіз. виховання, спорт і культура здоров'я у сучас. сусп-ві. — 2008. — № 3. — С. 356—359.
- Черкашин Р. Є Аналіз швидкісно-силової взаємодії спортсмена зі снарядом на прикладі штовхання ядра / Р. Є. Черкашин //Молодіжний науковий вісник: зб. наук. пр. ВНУ ім. Лесі Українки: фізичне виховання і спорт. — Луцьк: ВНУ ім. Лесі Українки, 2009. — С. 53–57.
- Черкашин, Р. Рівень розвитку сили у студентів вищих навчальних закладів. / Р. Є. Черкашин // Фізичне виховання, спорт і культура здоров'я у сучасному суспільстві, — 2010 (2(10)), 73-75.[4]
- Карабанова Н. С. Участь волинських спортсменів в Олімпійських іграх / Н. С. Карабанова, А. Г. Карабанов, Р. Є. Черкашин // Фіз. виховання, спорт і культура здоров'я у сучас. сусп-ві. — 2010. — № 1. — С. 18-21
- Черкашин, Р. Дозування силових навантажень студентів вищих навчальних закладів / Р. Є. Черкашин // Наук. вісн. Волин. нац. ун-ту ім. Лесі Українки. Педагогічні науки.- Луцьк,2010.-№ 3.- С.185-189
- Черкашин Р. Є. Силові навантаження в системі мотиваційно-ціннісних орієнтацій студентів вищих навчальних закладів / Р. Є. Черкашин, В. М. Михалевський, О. В. Валькевич // Фіз. виховання, спорт і культура здоров'я у сучас. сусп-ві. — 2012. — № 4. — С. 341—344.
- Черкашин Р. Є Роль рухливих ігор в удосконаленні навчально-тренувального процесу юних метальників молота на початковому етапі багаторічної підготовки / Р. Є. Черкашин // Фізичне виховання, спорт і культура здоров'я у сучасному суспільстві: зб. наук. пр. ВНУ ім. Лесі Українки. № 4 (20). Т. 3 — Луцьк, 2012. — С. 500—502.[5]
- Черкашин Р. Взаємозв'язок розвитку силових якостей із морфофункціональними показниками студентів / Р. Черкашин, В. Захожий // Нова педагогічна думка. — 2013. — № 4. — С. 218—221.[6]
- Черкашин Р. Є. Модельні характеристики фізичної підготовленості як фактор індивідуалізації тренування юних метальників 13 — 14 років / Р. Є. Черкашин, В. А. Кузнєцов // Фіз. виховання, спорт і культура здоров'я у сучас. сусп-ві. — 2013. — № 2. — С. 164—167.
- Черкашин Р. Методика розвитку силової підготовки юних спортсменів різної спортивної спеціалізації [Електронний ресурс] / Р. Черкашин // Молодіжний науковий вісник Східноєвропейського національного університету імені Лесі Українки. : Фізичне виховання і спорт. — 2013. — Вип. 9. — С. 134—138.[7]
- Черкашин Р. Особливості розвитку стрибучості в учнів груп попередньої базової підготовки з легкої атлетики / Р. Є. Черкашин //Молодіжний науковий вісник: зб. наук. пр. СНУ ім. Лесі Українки: фізичне виховання і спорт –Луцьк: СНУ ім. Лесі Українки № 10, 2013. — С 105—108.[8]
- Черкашин Р. Є. Підвищення працездатності в метальників молота за допомогою засобів відновлення в підготовчому періоді / Р. Є. Черкашин, А. М. Тучак // Фіз. виховання, спорт і культура здоров'я у сучас. сусп-ві. — 2014. — № 2. — С. 88-92.
- Черкашин Р. Особливості тренувальної програми з розвитку швидкісно-силових якостей дітей молодшого шкільного віку / Р. Черкашин // Нова пед. думка. — 2014. — № 1. — С. 126—128.
- Черкашин Р. Особливості розвитку швидкісно-силових якостей дітей молодшого шкільного віку за допомогою методу колового тренування [Електронний ресурс] / Р. Черкашин, В. Кузнецов // Молодіжний науковий вісник Східноєвропейського національного університету імені Лесі Українки. Фізичне виховання і спорт. — 2014. — Вип. 13. — С. 33-36.[9]
- Черкашин Р. Дослідження рівня спеціальної фізичної підготовленості метальників списа / Р. Черкашин, В. Кузнецов // Фізичне виховання, спорт і культура здоров'я у сучасному суспільстві. — 2015. — № 4. — С. 228—231.[10]
- Черкашин Р. Є. Оптимізація тренувального процесу легкоатлетів-метальників [Електронний ресурс] / Р. Є. Черкашин, І. О. Бичук, Р. Б. Іваніцький // Молодіжний науковий вісник Східноєвропейського національного університету імені Лесі Українки. Фізичне виховання і спорт. — 2016. — Вип. 23. — С. 144—148.[11]
- Cherkashina, L., & Cherkashyn, R. (2017). Особливості розвитку силових якостей дітей старшого шкільного віку, які займаються легкоатлетичними метаннями. Фізичне виховання, спорт і культура здоров'я у сучасному суспільстві, (2(38), 61-67.[12]
- Рівень розвитку силових здібностей та мотиваційно-ціннісних орієнтацій дівчат старшого шкільного віку / Л. Черкашина, Р. Черкашин, А. Сітовський // Фіз. виховання, спорт і культура здоров'я у сучас. сусп-ві. — 2018. — № 2. — С. 96-102.
- Вплив нефармакологічних засобів на тренувальну діяльність студентів вищих навчальних закладів [Електронний ресурс] / [Р. Черкашин, О. Валькевич, М. Білера, В. Матійчук] // Фізичне виховання, спорт і культура здоров'я у сучасному суспільстві. — 2018. — № 1. — С. 103—108.[13]
- Рівень розвитку силових здібностей та мотиваційно-ціннісних орієнтацій дівчат старшого шкільного віку [Електронний ресурс] / Л. Черкашина, Р. Черкашин, А. Сітовський // Фізичне виховання, спорт і культура здоров'я у сучасному суспільстві. — 2018. — № 2. — С. 96-101.[14]
- Взаємозв'язки силової підготовленості та морфофункціонального стану молоді [Електронний ресурс] / Л. Черкашина, Р. Черкашин // Фізичне виховання, спорт і культура здоров'я у сучасному суспільстві. — 2019. — № 1. — С. 77-83.[15]
- Розвиток силових якостей легкоатлетів-метальників груп підвищення спортивної майстерності за допомогою засобів кросфіту [Електронний ресурс] / [О. Саволайнен, В. Кузнецов, О. Валькевич, Р. Черкашин, Л. Черкашина] // Фізичне виховання, спорт і культура здоров'я у сучасному суспільстві. — 2019. — № 2. — С. 112—119. [16]
- Savolainen, O., Kuznetsov, V., Valkevych, O., Cherkashyn, R., & Karabanova, N. (2019). Удосконалення швидкісно–силових якостей спринтерів на етапі початкової підготовки. Фізичне виховання, спорт і культура здоров'я у сучасному суспільстві, (4(48), 117—123.[17]
- Бакіко, І. В. Ставлення батьків до дотримання складових здорового способу життя своєї дитини / І. В. Бакіко, Р. Є. Черкашин, В. І. Яковів // Науковий часопис Національного педагогічного університету імені М. П. Драгоманова. Серія 15 : Науково-педагогічні проблеми фізичної культури (фізична культура і спорт): зб. наук. праць. — Київ: Вид-во НПУ імені М. П. Драгоманова, 2021. — Вип. 5 (136). — С. 23-26.[18]
- Ващук Л. М. Формування мотиваційно-ціннісних орієнтацій старшокласниць до занять фізичною культурою засобами фітнесу/ Ващук Л. М., Вольчинський А. Я., Черкашин Р. Є. // Науковий часопис Національного педагогічного університету імені М. П. Драгоманова. Серія 15 : Науково-педагогічні проблеми фізичної культури (фізична культура і спорт): зб. наук. праць. — Київ: Вид-во НПУ імені М. П. Драгоманова, 2021. — Вип. 6 К(135)21. — С. 47-50.